# Room 40
Room 40 (Pokój 40), później oficjalnie NID25 – komórka dekryptażu Brytyjskiego Departamentu Wywiadu Marynarki Wojennej z okresu I wojny światowej, znana z dostarczenia pochodzących z przechwyconych i rozszyfrowanych depesz danych o ruchach i planach niemieckiej Kaiserliche Marine. Do najważniejszych sukcesów brytyjskich kryptologów należały: rozpoznanie pozycji niemieckich okrętów przed bitwą jutlandzką i rozszyfrowanie telegramu Zimmermanna, co przyspieszyło włączenie się Stanów Zjednoczonych Ameryki do wojny po stronie ententy.

## Początki
W chwili wybuchu I wojny światowej Wielka Brytania nie posiadała w swych strukturach wojskowych formacji wywiadowczych, gotowych do przechwytywania i rozszyfrowania niemieckich depesz radiowych. Jedyna funkcjonująca stacja nasłuchu radiowego Royal Navy w Stockton-on-Tees nie spełniała swojego zadania. Niemieckie, zaszyfrowane depesze trafiały do rąk radioamatorów, dysponujących prywatnymi odbiornikami, a ci z kolei przekazywali je wywiadowi Admiralicji. W takiej sytuacji ówczesny szef brytyjskiego wywiadu morskiego, kontradmirał Henry Oliver, porozumiał się w sprawie dekryptażu z szefem wydziału edukacji morskiej Admiralicji, fizykiem sir Alfredem Ewingiem, który traktował kryptologię jako hobby.
Ten zwrócił się do cywilnych specjalistów, między innymi lingwistów i matematyków, tworząc w sierpniu 1914 roku zespół, mający za zadanie złamać niemiecki szyfr stosowany przez Kaiserliche Marine. Wkrótce pomógł im w tym przypadek: na pokładzie lekkiego krążownika Magdeburg, który rozbił się 26 sierpnia na wybrzeżu estońskim, badający wrak Rosjanie odnaleźli księgi szyfrów niemieckiej marynarki wojennej (Signalbuch der Kaiserlichen Marine – SKM), zawierające szyfry używane przez niemieckie okręty nawodne i podwodne. Jeden z egzemplarzy został wkrótce przekazany Admiralicji przez attaché morskiego Imperium Rosyjskiego w Londynie.
Jeszcze w 1914 roku Brytyjczycy zdobyli także księgi szyfrów niemieckiej marynarki handlowej (Handelsschiffsverkehrsbuch – HVB), znalezione na zatrzymanym w pobliżu Australii niemieckim statku Hobart oraz księgę szyfrów stosowanych w łączności pomiędzy okrętami i placówkami dyplomatycznymi Niemiec (Verkehrsbuch – VB), znalezioną 30 listopada w sejfie wyłowionym z wraku niszczyciela S 119.
Wkrótce kryptolodzy otrzymali pomieszczenie w pokoju numer 40 w gmachu Admiralicji i odtąd ich zespół stał się znany jako Room 40. Od listopada 1914 roku funkcjonowali pod nowym dowództwem: admirała Olivera, który został szefem sztabu marynarki, zastąpił komandor (później admirał) William Reginald Hall. Nowy szef wywiadu był wcześniej dowódcą krążownika liniowego Queen Mary i początkowo nieznane mu były tajniki pracy kryptologów, ale szybko zaznajomił się z nimi i wspierał swoich podwładnych, w dużej mierze cywilów, w sporach z dowództwem marynarki.

## Działalność
Pracownicy Pokoju 40 byli zdolni do rozszyfrowywania niemieckich depesz już pod koniec 1914 roku. Po bitwie pod Coronelem rozkodowali radiogram niemieckiego konsula w Valparaíso, informujący o planach admirała von Spee płynięcia na wody macierzyste trasą przez południowy Atlantyk, co spowodowało wysłanie przeciw niemu eskadry wiceadmirała Sturdee i w efekcie zwycięstwo brytyjskie w bitwie koło Falklandów 8 grudnia 1914 roku. Gdy w grudniu krążowniki liniowe kontradmirała F. v. Hippera przeprowadziły bombardowanie Scarborough, Hartlepool i Whitby, kryptolodzy uprzedzili Admiralicję o niemieckich zamiarach. Co prawda brytyjskim okrętom nie udało się wtedy przechwycić przeciwnika, ale podczas kolejnej podobnej akcji w styczniu 1915 roku współpraca pomiędzy pokojem 40 a Royal Navy dała korzystne rezultaty: 24 stycznia doszło do bitwy na Dogger Bank, gdzie brytyjskie okręty zatopiły niemiecki krążownik pancerny Blücher.
Niemcy zdawali sobie sprawę z niebezpieczeństwa poznania ich szyfrów przez przeciwników, zmieniali je więc regularnie, jednak brytyjscy kryptolodzy podążali za tymi zmianami. Było to tym łatwiejsze, że Niemcy szeroko stosowali transmisje radiowe, zarówno w komunikacji pomiędzy dowództwem a okrętami, jak i poszczególnymi jednostkami swej floty. Brytyjczycy, zdając sobie sprawę z możliwości poznania ich działań i planów przez przeciwnika, ograniczali przekazy radiowe do najbardziej koniecznych.
Dużym sukcesem Pokoju 40 było ustalenie daty możliwej kolejnej akcji Hochseeflotte na 31 maja 1916 roku. Wiadomość ta została przekazana dowódcy Grand Fleet, admirałowi Jellicoe w Scapa Flow, co doprowadziło do przechwycenia niemieckiej floty przez brytyjską w rejonie Skagerraku i zaowocowało największą bitwą morską I wojny światowej, bitwą jutlandzką.
Po bitwie jutlandzkiej działalność niemieckiej floty nawodnej została poważnie ograniczona i w planach dowództwa Hochseeflotte miała sprowadzać się do prób wywabienia w morze i zniszczenia małych zespołów okrętów Royal Navy. Pierwsza miała miejsce już w sierpniu 1916 roku i ponownie pracownicy Pokoju 40 uprzedzili marynarkę o zamiarach Niemców. Tym razem szeroko zakrojone działania Grand Fleet nie przyniosły efektu, obie floty rozminęły się w odległości około 40 mil morskich. Każda kolejna tego rodzaju próba miała być udaremniona przez wysiłki brytyjskich kryptologów.
Na początku 1917 roku, w związku z rosnącym zagrożeniem ze strony U-Bootów, nastąpiła częściowa reorganizacja komórki dekryptażu: połączenie się Pokoju 40 z sekcją wywiadu zajmującą się nieprzyjacielskimi okrętami podwodnymi (Enemy Submarine Section) w jedną komórkę, nazwaną oficjalnie Naval Intelligence Division 25 (NID25).

## Telegram Zimmermanna
Na początku 1917 roku brytyjscy kryptolodzy odnieśli znaczący sukces wywiadowczy, rozszyfrowując wysłany 16 stycznia telegram  Ministra Spraw Zagranicznych Cesarstwa Niemieckiego Arthura Zimmermanna do Ambasadora Cesarstwa Niemieckiego w Mieście Meksyk, Meksykańskie Stany Zjednoczone, Heinricha von Eckardta za pośrednictwem Ambasadora Ces. Niem. w Dystrykcie Kolumbia, Stany Zjednoczone Ameryki, Johanna von Bernstorffa telegraficznym kablem transatlantyckim. Przedstawiał w nim propozycję przymierza Meksyku z państwami centralnymi, dzięki któremu Meksyk miał odzyskać ziemie utracone w wyniku wojny na rzecz północnego sąsiada w XIX wieku. Transmisja została przechwycona i w ciągu kilku dni rozszyfrowana przez instytucję. Jednak, z uwagi na obawy komandora Halla przed ujawnieniem obcym sposobu pozyskania tej informacji, treść telegramu została przedstawiona Prezydentowi USA W.Wilsonowi dopiero 24 lutego, wraz ze spreparowaną historią jej zdobycia. Poznanie zawartości telegramu przez Amerykanów było jedną z przyczyn ich przystąpienia do wojny po stronie Ententy.

## Zakończenie działalności
Po zakończeniu wojny Admiralicja, War Office i Foreign Office zdecydowały się zmienić strukturę swych komórek kryptologicznych. W listopadzie 1919 roku NID25 i działające na rzecz Armii Brytyjskiej MI1b zostały oficjalnie połączone w Rządową Szkołę Kodów i Szyfrów (Governement Code and Cypher School – GC&CS), która w dwa lata później przeszła oficjalnie pod zarząd Foreign Office. Pierwszym dyrektorem GC&CS został komandor porucznik (commander) Alastair Denniston, pracujący wcześniej w Room 40.